# Три Сутрисно
Три Сутрисно (индон. Try Sutrisno; род. 15 октября 1935, Сурабая) — индонезийский военный и политический деятель, шестой вице-президент Индонезии.

## Ранние годы жизни
Три Сутрисно родился 15 ноября 1935 года в городе Сурабая, Восточная Ява, в семье водителя скорой помощи Субанди (индон. Subandi) и домохозяйки Мардии (индон. Mardiyah). В 1945 году, вскоре после провозглашения независимости Индонезии, в страну вторглись голландские и английские интервенты, и семья была вынуждена переехать из Сурабаи в Моджокерто. Там его отец работал врачом в армейском батальоне Понковати (индон. Poncowati), сам же Три был вынужден бросить учёбу в школе и зарабатывать на жизнь, продавая сигареты и газеты.
В 13 лет Три Сутрисно выразил желание вступить в ряды индонезийской армии и служить в батальоне Понковати, но, в связи с излишней молодостью, он не был зачислен в строй и начал служить в батальоне курьером — в его обязанности входило выяснение сведений о расположении голландских войск, а также сбор лекарств для военнослужащих. В 1949 году Нидерланды признали независимость Индонезии и вывели свои войска с территории страны, Три Сутрисно вернулся в Сурабаю. Там он снова пошёл в среднюю школу, которую закончил в 1956 году.
После окончания школы он решил поступить на службу в Армейскую техническую академию (АТЕКАД; индон. Akademi Teknik Angkatan Darat, ATEKAD), но, сдав вступительные экзамены, он не смог пройти медицинский осмотр. Однако, кандидатурой Три заинтересовался генерал-майор Джатикусумо (индон. Djatikoesoemo). Три Сутрисно прошёл психологическую экспертизу в Бандунге, после чего был зачислен в АТЕКАД.

## Начало военной карьеры
Во время обучения в АТЕКАД, Три Сутрисно получил первый боевой опыт, участвуя в подавлении антиправительственного восстания под руководством Революционного правительства Республики Индонезии, вспыхнувшего в 1957 году на Суматре. В 1959 году он окончил АТЕКАД, после чего служил сначала на Суматре, потом в Джакарте и, наконец, в Восточной Яве. В 1972 году Три был направлен на учёбу в Армейский штабной колледж (индон. Seskoad). В 1974 году он стал адъютантом президента Сухарто, после чего его военная карьера резко пошла в гору.
В 1978 году Три Сутрисно был назначен на должность начальника штаба XVI военного округа «Удаяна» (индон. KODAM XVI/Udayana), через год — командующим IV военным округом «Шривиджая» (индон. KODAM IV/Sriwijaya). Будучи командующим округом, он принимал активное участие в борьбе с организованной преступностью на подведомственной территории, а также предпринимал усилия по искоренению контрабанды свинца. Он даже принял участие в экологической кампании по возвращению слонов Суматры в естественную среду обитания.

## На посту командующего военным округом «Джая». Танджунгприокский инцидент
В 1982 году Три Сутрисно был назначен командующим V военным округом «Джая» (индон. KODAM V/Jaya) с центром в Джакарте. Наиболее резонансным событием, связанным с его пребыванием на посту командующего столичным военным округом, было подавление массового выступления радикально настроенных мусульман в районе джакартского порта Танджунг-Приок 12 сентября 1984 года, в ходе которого было убито, по разным оценкам, от нескольких десятков до нескольких сотен протестующих. Действия частей джакартского гарнизона были одобрены высшим государственным и военным руководством, однако обусловили негативное отношение к Три Сутрисно среди сторонников исламизации страны. Позднее, в 1990-е — 2000-х годы, танджунгприокские события были поводом для претензий к Три Сутрисно со стороны ряда мусульманских и правозащитных организаций.

## На постах начальника генштаба и командующего Вооружёнными Силами. Сантакрусский инцидент
В 1985 году Три Сутрисно был назначен заместителем начальника генерального штаба армии, а в 1986 году — начальником генштаба. Находясь на этом посту, он возглавил Комитет по контролю за обязательными взносами в фонд жилищного обеспечения военнослужащих сухопутных войск (индон. Badan Pengelola Tabungan Wajib Perumahan Tentara Nasional Indonesia Angkatan Darat, BP TWP TNI-AD), который занимался решением жилищных проблем военных.
В 1988 году Три Сутрисно был назначен командующим Вооружёнными Силами Индонезии, сменив на этом посту Бенни Мурдани (индон. Benny Moerdani). Под его руководством, к 1992 году было в целом подавлено сепаратистское движение в особом округе (ныне провинции) Ачех. Также среди событий, произошедших во время пребывания Три Сутрисно на высшем армейском командном посту, можно отметить инцидент в Талангсари (индон. Talangsari), где в 1991 году произошли столкновения между армией и радикально настроенными мусульманами, аналогичные танджунгприокским, и массовое убийство военными мирных граждан в Восточном Тиморе, известное в Индонезии как Сантакрусский инцидент (индон. Insiden Santa Cruz), а на Западе — как Сантакрусская резня (индон. Pembantaian Santa Cruz, англ. Santa Cruz massacre). Поводом для сантакрусских событий стало убийство военными одного из восточнотиморских студентов; однокурсники погибшего во время его похорон, проходивших на кладбище Санта-Крус, развернули плакаты с требованием предоставления Восточному Тимору независимости, после чего военные открыли по ним огонь. Спустя два дня после инцидента, Три Сутрисно заявил, что демонстранты, убитые на кладбище Санта-Крус, должны были быть расстреляны. Позже, выступая перед депутатами Совета народных представителей (СНП), он заявил, что демонстранты сами спровоцировали военных на применение оружия, назвав «ерундой» утверждения своих оппонентов о том, что демонстрация носила исключительно мирный характер.

## На посту вице-президента

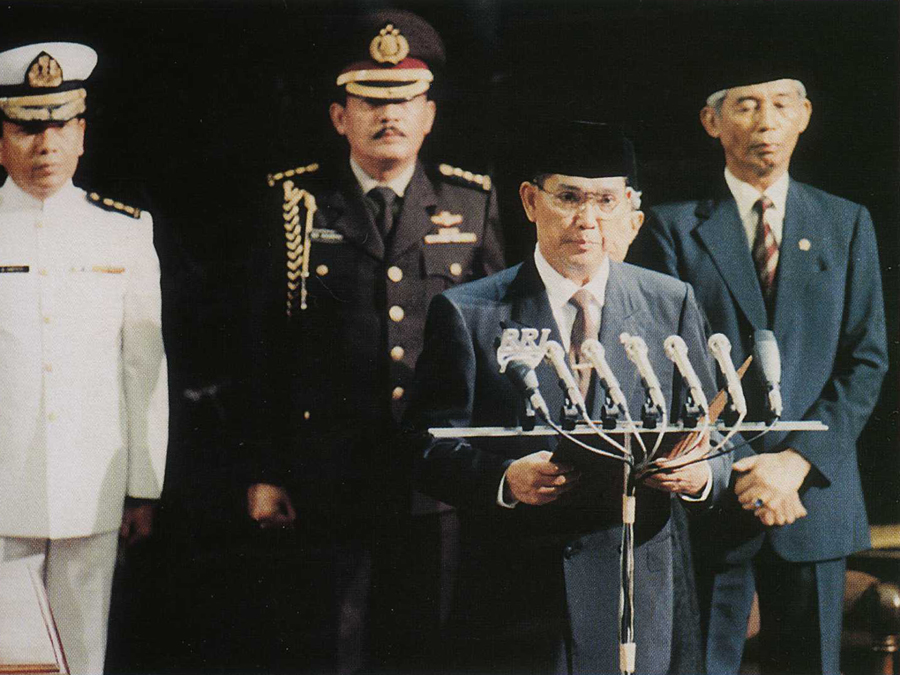
Три Сутрисно приносит присягу в качестве нового вице-президента Индонезии. Сессия НКК, 11 марта 1993 года

11 марта 1993 года на сессии Народного консультативного конгресса (НКК) были проведены выборы президента и вице-президента. Президентом, как и ожидалось, переизбрали Сухарто, вице-президентом же был избран Три Сутрисно, кандидатура которого была предложена командованием Вооружённых сил. Это нарушило многолетнюю традицию, по которой кандидата в вице-президенты выдвигал Сухарто; это вызвало раздражение президента, однако, он предпочёл согласиться с выдвижением кандидатуры Три Сутрисно, чтобы избежать огласки. Историк Роберт Элсон (англ. Robert Elson) в своей книге «Сухарто: Политическая биография» (англ. Suharto: A Political Biography) выдвигает версию о том, что выдвижение военными кандидатуры Три Сутрисно и неприятие ими действующего на тот момент вице-президента Судармоно было связано с тем, что Судармоно рассматривался как возможный преемник Сухарто в случае его смерти или отставки. Три Сутрисно получил поддержку всех трёх партий, представленных в НКК — Голкара, Партии единства и развития и Демократической партии Индонезии. Незадолго до выборов, он имел встречу с Сухарто.
Несмотря на то, что Сухарто принял предложенную ему военными кандидатуру Три Сутрисно, хотя это и противоречило сложившейся традиции, отношения между президентом и новым вице-президентом были, в целом, натянутыми. Это проявилось, в частности, в том, что Сухарто не стал советоваться с Три Сутрисно при назначении нового кабинета министров. В конце 1997 года, когда Сухарто должен был ехать в Германию на лечение, исполняющим обязанности президента, вместо Три Сутрисно, был назначен госсекретарь Мурдионо (индон. Moerdiono).
За время своего вице-президентского срока Три Сутрисно приобрёл значительную популярность в Индонезии, и когда в марте 1998 года подошёл к концу его срок, индонезийская общественность рассматривала его как наиболее вероятного кандидата в вице-президенты. Однако, он не стал выдвигать свою кандидатуру на второй срок, и вице-президентом был избран Бурхануддин Юсуф Хабиби.

## Последние годы жизни
В мае 1998 года Три Сутрисно, Судармоно и Умар Вирахадикусума встретились с Сухарто в его резиденции, где обсудили с ним различные вопросы.
В 1998 году Три Сутрисно был избран председателем Союза ветеранов Вооружённых сил Индонезии (индон. Pepabri), и находился на этом посту до 2003 года. Ему удалось сохранить единство организации, несмотря на то, что часть её членов выступала за создание самостоятельных союзов ветеранов родов войск. В это же время он занимал пост одного из руководителей Партии справедливости и единства Индонезии (индон. Partai Keadilan dan Persatuan Indonesia).
В августе 2005 года Три Сутрисно, вместе с Абдуррахманом Вахидом, Мегавати Сукарнопутри, Виранто и Акбаром Танджунгом, участвовал в создании организации, названной Национальное пробуждение для совместного движения (индон. Gerakan Nusantara Bangkit Bersatu). Это движение выступало с критикой политики президента Сусило Бамбанга Юдойоно, в частности — условий мирного соглашения с ачехскими сепаратистами и повышения цен на топливо.
Однако, после встречи в сентябре 2005 года с вице-президентом Юсуфом Калла, Три Сутрисно несколько смягчил свою позицию относительно правительства, заявив, что понял смысл его политики и призвав индонезийский народ всемерно поддерживать его решения.

## Личная жизнь
Три Сутрисно женат на Тути Сутиавати (индон. Tuti Sutiawati), в их семье семеро детей.

## Награды
- Орден «Звезда Республики Индонезии» 2-й степени (1993)[9];
- Орден «Звезда Махапутра» 1-й степени.